# Guy Pedersen
Pour les articles homonymes, voir Pedersen.
Guy Eugène Hilarion Pedersen est un contrebassiste, compositeur et antiquaire français né le 10 juin 1930 à Grand-Fort-Philippe (Nord) et mort le 4 janvier 2005 à Rueil-Malmaison.
Il fut, avec Pierre Michelot et Michel Gaudry, un des contrebassistes les plus appréciés pour ses qualités de sideman, accompagnant les plus grands solistes.
Guy Pedersen a également composé la musique de nombreux courts-métrages, ainsi que celle du générique de Thalassa.

## Biographie[3]
Guy Pedersen est issu d’une famille de musiciens populaires de Grand-Fort-Philippe au nord de la France, et dont l’histoire commence en 1855. Tous les membres de sa famille maternelle sont violoneux de père en fils. Ses oncles et son grand-père jouent dans les bals de la région. Son arrière-grand-père serait d’ailleurs le compositeur de Tiger Rag, un standard du jazz.
Il commence le solfège en 1943-1944 à l’âge de 13 ans, en prenant des cours gratuits au conservatoire de Roubaix, jusqu'en 1952.
Déjà passionné par le jazz, Il écoute les émissions radio de Hugues Panassié et achète ses premiers disques américains (Charlie Parker, Thelonious Monk, Lee Konitz) chez Deruyck à Roubaix. En 1950, il remporte le prix du meilleur contrebassiste au concours de Bruxelles, puis celui de Jazz Hot à Paris et décide alors de devenir musicien.
Il débute à Paris avec le chanteur Fats Edward, puis joue avec le pianiste Henri Renaud  et le batteur Jean-Louis Viale au Tabou, et au Ringside fondé par Sugar Ray Robinson. Il travaille ensuite avec Jacques Hélian puis Claude Bolling pour apprendre le métier de grand orchestre. De 1955 à 1966, il est membre avec le batteur Daniel Humair de l'un des trios dirigés par Martial Solal, enregistrant l’historique Jazz à Gaveau en 1962.
Guy Pedersen et Daniel Humair rejoignent ensuite les Swingle Singers pour enregistrer le second disque du groupe. Ils feront le tour du monde en leur compagnie, passant même par la Maison-Blanche en 1966.
À partir de 1973 Guy Pedersen tourne avec Baden Powell, enregistrant plus d'une dizaine de disques avec lui. Entre 1973 et 1980, il enregistre sept albums et tourne fréquemment avec Jean-Christian Michel.
En parallèle, Pedersen mène une active carrière de musicien de studio pour la chanson française.  Il apparait également dans des émissions de variétés à la télévision, accompagnant le groupe Les Troubadours.  À la fin des années 1960, il s'attelle à la composition, écrivant beaucoup de musique pour des courts-métrages. Certains de ses enregistrements sur les labels d'illustration musicale Tele Music et Montparnasse 2000 sont aujourd’hui cultes, notamment dans le milieu des disc-jockeys.
En 1977 un accident cardiaque grave l'oblige à se retirer du monde de la musique. Il se tourne alors vers le métier d'antiquaire.

## Autour de son nom
- Son nom lui vient de son père qui était danois. Celui-ci était représentant des moteurs Böllender qu'il vendait pour les bateaux de pêche. Il quitta définitivement la famille en 1941.
- Guy Pedersen joue un petit rôle dans le film Paris Blues (Martin Ritt, 1961), celui du... contrebassiste. Il y est crédité par erreur Pederson au générique.
- Citroën, tel était son surnom lorsqu'il jammait à Roubaix en compagnie de Raymond Guiot au tout début des années 1950[14].
- Guy Pedersen enregistra le 45 tours Bim Bi Bilim sous le pseudonyme Don Carlo (Éditions Montparnasse 2000), morceau qui servit comme indicatif d'une émission[15].
- Un autre contrebassiste porte le même patronyme que Guy Pedersen, il s'agit du danois Niels-Henning Ørsted Pedersen. Ils ont d'ailleurs parfois accompagné les mêmes solistes (par exemple Martial Solal ou Stéphane Grappelli).

## Discographie
Les albums suivis d'une étoile (*) sont ceux où le batteur Daniel Humair est également présent. La flèche → indique une réédition dans la collection Jazz in Paris, le nombre situé après la flèche correspondant au numéro du volume dans la série.

### Albums
Les huit albums ci-dessous ont été réalisés pour des labels d'illustration musicale ; il ne s'agit donc pas d'albums au sens traditionnel du terme, c'est-à-dire de disques vendus dans le commerce et diffusés dans les médias.

### Bandes originales de films
- 1960 : Martial Solal - L'affaire d'une nuit (film de Henri Verneuil) (*)
- 1961 : Daniel Humair Soultet - The connection (pièce de Jack Gelber) (*) → Jazz & Cinema vol. 3
- 1962 : Martial Solal - Le Procès (film d'Orson Welles) (*)
- 1967 : François de Roubaix - Le Samouraï (film de Jean-Pierre Melville) (*)
- 1970 : Guy Pedersen - Céleste (film de Michel Gast)
- 1970 : Eric Demarsan - Le Cercle Rouge (film de Jean-Pierre Melville)
- 1972 : Philippe Sarde - César et Rosalie (film de Claude Sautet)
- 1974 : Stéphane Grappelli - Les valseuses (film de Bertrand Blier) (*)
- 1978 : Vladimir Cosma - Je suis timide mais je me soigne (film de Pierre Richard)

En 1986 Guy Pedersen fut aussi le directeur musical de la version française du film Little Shop of Horrors (La Petite Boutique des horreurs) de Franz Oz.

### Albums en tant que musicien de studio
Une part importante de l'activité musicale de Guy Pedersen a consisté à enregistrer pour le monde de la chanson française dans les années 1960 et 1970, mais les musiciens n'étaient alors que rarement crédités. On peut cependant en citer quelques-uns :
- 1971 : La Question de Françoise Hardy
- 1975 : Femmes et famines de Claude Nougaro

### Albums comme "sideman"
- 1954 : Bernard Zacharias et ses Solistes - Gershwin Parade → 48
- 1955 : Jimmy Archey avec Michel Attenoux et son orchestre → 47
- 1955 : Jean-Pierre Sasson et son Quartet jouent Django Reinhardt (EP)
- 1955 : Bobby Jaspar / Don Rendell - Rencontre à Paris
- 1955 : Bobby Jaspar & His Modern Jazz
- 1955 : Lionel Hampton and his french new sound (volume 1 et 2) → 44 et 45
- 1956 : Henry Cording - Rock and Roll
- 1957 : Earl Hines - Paris one night stand → 38
- 1957 : June Richmond & the Quincy Jones Orchestra → 20
- 1959 : Michel Legrand - Paris Jazz Piano → 32
- 1959 : Cootie Williams - Cootie
- 1960 : Chet Baker Live in Paris (*)
- 1963 : Elek Bacsik - Guitar Conceptions (*) → 15
- 1963 : Rahsaan Roland Kirk : Live in Holland & Belgium (*)
- 1964 : Jean-Luc Ponty - Jazz long playing (*) → 43
- 1964 : Dexter Gordon : Live in Holland & Belgium (*)
- 1964 : Daniel Humair - Surrounded (*)
- 1964 : Jean Guiraud - Chopin, come back ! (*)
- 1965 : Raymond Guiot - Bach Street (*)
- 1965 : Raymond Guiot - Haendel with care (*)
- 1965 : Jef Gilson - Œil-Vision (*)
- 1966 : André Hodeir - Anna Livia Plurabelle
- 1965 : Les Swingle Singers swinging Mozart (*)
- 1966 : Les Swingle Singers swinging Telemann (*)
- 1967 : Les Swingles Singers - les Romantiques (*)
- 1967 : Flavio Ambrosetti - Jazz Stars (*)
- 1968 : Les Swingle Singers - Jazz Sébastien Bach, le volume 2 (*)
- 1969 : Philly Joe Jones - Philly Joe Jones
- 1970 : Maurice André - Trompettissimo (arrangements de Jean-Michel Defaye)
- 1970 : Claude Ciari and The Batucada Seven
- 1971 :  Françoise Hardy - La question
- 1972 : Georges Arvanitas Trio - Douce Ambiance
- 1972 : Eddy Louiss - Bohemia after dark → 35
- 1972 : Eddy Louiss - Orgues (volume 1 et 2)
- 1975 : Christiane Legrand - Quire (*)
- 1975 : Claude Bolling - Keep Swingin' volume 4
- 1976 : Marieke en Bart - Chants traditionnels de Flandre française[16]
- 1977 : Marieke en Bart - Chants traditionnels de Flandre française (vol 2)
- 1977 : Noah Howard - Red Star
- 1977 : Maurice André - Joyride II
- 197? : Jean-Claude Pierric - Go Go Reggae volume 2
- 1980 : Claude Bolling - Picnic suite (*)
- 1981 : Claude Bolling - Toot Suite (*)
- 1988 : Raymond Guiot / Alain Marion - Golden Flute Club (*)

### Avec Martial Solal
- 1960 : Martial Solal - L'affaire d'une nuit (film de Henri Verneuil)
- 1960 : Martial Solal - Quin Quin ! (*)
- 1962 : Martial Solal - Le Procès (film d'Orson Welles) (*)
- 1962 : Martial Solal Trio - Suite pour une Frise (*)
- 1962 : Martial Solal Trio - Jazz à Gaveau (*)
- 1963 : Martial Solal Trio - Jazz à Gaveau, volume 2 (*)
- 196? : Martial Solal Trio - Jazz Piano (*)

### AvecJean-Christian Michel
- 1972 : Jean-Christian Michel - Les Chemins de Repentance
- 1973 : Jean-Christian Michel - le Cœur des Étoiles (*)
- 1974 : Jean-Christian Michel - Visions d'Ezechiel (*)
- 1975 : Jean-Christian Michel - Ouverture Spatiale
- 1973 : Jean-Christian Michel - le Cœur des Étoiles (*)
- 1976 : Jean-Christian Michel - Eve des Origines (*)
- 1980 : Jean-Christian Michel - Musique de lumière

### Avec Stéphane Grappelli
- 1955 : Stéphane Grappelli - Unique Piano Session
- 1957 : Stéphane Grappelli - Improvisations
- 1962 : Stéphane Grappelli - Django → 87
- 1972 : Stéphane Grapelli - Vedette (*)
- 1973 : Stéphane Grappelli Quintet featuring Bill Coleman - Les grands classiques du jazz (*)
- 1974 : Stéphane Grapelli & Baden Powell - La Grande Réunion (volume 1 et 2)
- 1974 : Stéphane Grappelli - Les valseuses (film de Bertrand Blier) (*)
- 1974 : Stéphane Grappelli plays George Gershwin (*)
- 1975 : Stéphane Grappelli - Satin Doll
- 1976 : Stéphane Grappelli plays Cole Porter → 56
- 19?? : Grappelli & Friends in Paris

### Avec Baden Powell
- 1972 : L'Âme de Baden Powell
- 1972 : L'art de Baden Powell
- 1972 : Le Génie de Baden Powell
- 1972 : Le Cœur de Baden Powell
- 1974 : Baden Powell à Paris
- 1974 : Baden Powell & Stéphane Grapelli - La Grande Réunion (volume 1 et 2)
- 1975 : Baden Powell - Samba Triste
- 1975 : Baden Powell e Cordes - Melancolia
- 1975 : Baden Powell - Frankfort Opera Concert
- 1975 : Baden Powell - Tristeza 1976
- 1975 : Baden Powell e Claudia
- 1975 : Baden Powell - Brésilien

### Production
Guy Pedersen et Guy Boyer ont produit ensemble plusieurs disques sur le label Cornelia Productions :
- 1974 : Aristide Padygros : La Patate
- 1976 : Aristide Padygros : Le Mouchoir
- 1977 : Aristide Padygros : Le Concert
- 1979 : Aristide Padygros : Le Confetti
- 19?? : Aristide Padygros : Le Cocotier
- 19?? : Alain Monney - Alain Monney
- 197? : Alain Monney - Y'a Personne
- 1977 : Didier Lockwood - Surya